# In the Sign of Evil
Albums de Sodom
Victims of Death
(1982) Obsessed by Cruelty
(1986)
In the Sign of Evil est un EP du groupe de thrash metal allemand Sodom. La pochette a été dessinée par Joachim Pieczulski.
Il est ressorti en 1988 avec Obsessed By Cruelty sur le même disque. Les chansons de cet EP ont été ré-enregistrées en 2007 et sont sorties sur l'album The Final Sign of Evil.

## Liste des titres
Toutes les chansons sont écrites et composées par Tom Angelripper sauf Witching Metal par Agressor.
| No | Titre                 | Durée |
| -- | --------------------- | ----- |
| 1. | Outbreak of Evil      | 4:49  |
| 2. | Sepulchral Voice      | 4:31  |
| 3. | Blasphemer            | 3:05  |
| 4. | Witching Metal        | 3:13  |
| 5. | Burst Command Til War | 3:36  |

## Composition du groupe
- Tom Angelripper - Chant, Basse
- Grave Violator - Guitare
- Chris Witchhunter - Batterie